# Laukiz
Laukiz är en kommun i Spanien. Den ligger i Biscayaprovinsen i den autonoma regionen Baskien i norra delen av landet, 300 km norr om huvudstaden Madrid. Antalet invånare är 1 245 (2024). Arean är 8,11 kvadratkilometer. Laukiz gränsar till Arratzua-Ubarrundia, Gatika, Loiu och Erandio. 